# Kastratsanger
En kastratsanger er en mand med en sangstemme, der svarer til en sopran, mezzosopran eller alt. Kastratstemmen fremkommer enten ved kastration af sangeren før puberteten eller på grund af en endokrinologisk tilstand, der gør, at manden ikke er blevet kønsmoden. 
Kastration før puberteten forhindrer, at en drengs strubehovede bliver ændret som følge af de fysiologiske forandringer, der normalt indtræder med puberteten. Ved kastration bevares det prepubertære stemmeleje i store træk, og en særlig stemmetype udvikler sig. Kastratsangere har været efterspurgte sangere. Kastration med sanglige formål aftog kraftigt i slutningen af 1700-tallet og blev ulovlig i Italien i 1870. 
I den kastrerede drengesangers vækst, kom manglen på testosteron til at betyde, at hans knogleled ikke blev hærdet normalt. Kastratens lemmer blev derfor usædvanligt lange lige som hans ribben. De havde derfor en uovertruffen lungekapacitet, der sammen med intensiv træning gav dem en god åndedrætsteknik.
Stemmebåndene udvikledes heller ikke normalt, men forblev små, så kastratens stemme blev usædvanlig fleksibel og helt forskellig fra den tilsvarende kvindelige sopranstemme og de højere mandsstemmer blandt ikke-kastrerede voksne mænd (se sopran, mezzosopran, alt, sopranist, kontratenor og kontraalt). I de eneste overlevende optagelser af en kastratsanger (lytteeksempel til højre) kan man høre, at de nedre registre lyder som en høj tenor med et mere falset-lignende øvre register.
En kastratsanger blev normalt ikke omtalt som sådan i det 18. århundrede, men gik under betegnelsen musico; et anden synonym var evirato (der bogstaveligt betyder "kastreret" på italiensk).

## Kastration i historisk belysning
Kastration har historisk været et middel til undertrykkelse, slaveri eller anden straf og går helt tilbage til oldtidens sumer (se også eunuk). Inden for sang har eunukker været kendt fra begyndelsen af det byzantinske rige. I Konstantinopel havde kejserinden Aelia Eudoxia omkring 400 e.Kr. en korleder, Brison, som kan have indstiftet brugen af kastrater i byzantinske kor. I det niende århundrede var brugen af eunuksangere velkendt, ikke mindst i Hagia Sophias kor, og forblev det indtil Konstantinopel faldt under det fjerde korstog i 1204. Brugen af kastratsangere indtil deres genkomst i Italien mere end tre hundrede år senere er uklar. 

## Kastratsangere i den europæiske klassiske tradition
Kastratsangere, hvoraf mange havde spanske navne, dukkede første gang op i Italien  midt i det 16. århundrede, men blev ikke altid omtalt som kastrater. Det italienske udtryk soprano maschio (mandlig sopran), som også kunne betyde falsettist, findes i Due dialoghi della musica af Luigi Dentini, som udgav skriftet i Rom i 1553. Den 9. november 1555 skrev kardinal Ippolito II d'Este (kendt som bygherren af Villa d'Este i Tivoli) til Guglielmo Gonzaga, hertug af Mantova (1538-1587), at han havde hørt, at han var interesseret i hans cantoretti. Kardinalen tilbød at sende ham to, så han kunne vælge en. Der var formentlig her tale om kastratsangere, selv om ordet ikke benyttes. Kardinalens bror, Alfonso II d'Este, hertug af Ferrara, havde også udtrykt sin interesseret for kastratsangere i 1556. Der var helt sikkert kastratsangere i det Det Sixtinske Kapels kor i 1558. Den 27. april det år blev Hernando Bustamante, en spanier fra Palencia, optaget.
Først fra 1599 omtales disse sangere som kastrater. Trods den senere franske modvilje mod kastratsangere har de også virket i Frankrig på dette tidspunkt og været kendt i begrænset omfang i Paris, Orléans, Picardiet og Normandiet. Kongen af Frankrig havde selv svært ved at skaffe sangere. I 1574 var der kastratsangere i kapellet ved hertugens hof i München, hvor kapelmesteren var den berømte Orlando di Lasso. I 1589 udsendte pave Sixtus V bullen Cum pro nostri temporali munere med anvisninger for koret i Peterskirken i Rom. Det blev specificeret, at koret nu skulle have kastratsangere i stedet for kordrenge og falsetsangere, der havde svagere stemmer end kastraterne. Kvinderne havde i øvrigt forbud mod at synge i kirken med henvisning til Paulus (1. Korintherbrev, kap. 14, v. 34). 

## Kastratsangere i opera
Kastratsangere eksisterede før operagenren blev opfundet og medvirkede i nogle af de tidligste operaer. I den første opførelse af Claudio Monteverdis Orfeo (1607) sang de fx i biroller som Speranza og (muligvis) Euridice. Selv om de kvindelige stemmer blev sunget af kastrater i nogle af de pavelige stater, var det dog sjældent. I 1680 havde kastraterne fortrængt de normale mandsstemmer i hovedrollerne, idet de øvrige stemmetyper blev brugt til biroller. Kastraterne holdt deres position som primo uomo i henved hundrede år; kastraterne var så populære, at en italiensk opera uden i det mindste én kendt kastratsanger syntes dømt til fiasko. På grund den italienske operas popularitet i det 18. århundrede i hele Europa, fik sangere som Ferri, Farinelli, Senesino og Pacchierotti status som operasuperstjerner. De tjente enorme summer og var genstand for hysterisk offentlig beundring. Genrekonventionerne i opera seria forbandt deres høje stemmer med heroisk dyd, selvom kastraterne ofte blev hånet for deres mærkelige udseende og dårlige skuespil. Farinelli, der virkede klodset på scenen, var ikke desto mindre i kraft af sin stemme et så stort trækplaster på teatret i Haymarket i London, at han gerne omtaltes som den guddommelige Farinelli.
I moderne tid er der gjort indsigelser mod denne praksis med kastratsangere. For at skåne drengen for smerte under kastrationen brugte man opium eller lignende, og mange fik uforvarende en dødelig dosis eller blev dræbt af den langvarige sammenpresning af halspulsåren i nakken.
I løbet af det 18. århundrede blev musikhistorikeren Charles Burney sendt fra Herodes til Pilatus for at søge steder, hvor drengene fik foretaget operationen: "Jeg spurgte overalt i Italien hvor drenge blev gjort til kastratsangere, men kunne ikke få sikre oplysninger. I Milano fik jeg at vide, at det var i Venedig; i Venedig, at det var i Bologna, men i Bologna blev det afvist, og jeg blev henvist til Firenze; fra Firenze til Rom, og fra Rom blev jeg sendt til Napoli... Det siges, at der er steder i Napoli med indskriften: »QUI SI CASTRANO RAGAZZI" ("Her kastreres drenge"), men jeg var helt ude af stand til at se eller høre om nogen disse butikker i løbet af mit ophold i denne by".
Uddannelsen af drengene var streng. På en sangskole i Rom omkring år 1700 bestod undervisningen af en times sang af vanskelige stykker, en time med øvelse i triller, en time med øvelse i passaggi, en times med sangøvelser hos deres lærers foran et spejl, så de undgik unødvendig bevægelse af kroppen eller grimasser, og en time med litterære studier – før frokost. Derefter var der en halv times musikteori, en times undervisning i kontrapunkt, en time med nedskrivning efter diktat, og en time med litterære studier. Resten af dagen skulle den unge kastratsanger øve sig på cembalo og komponere vokalmusik. Denne krævende tidsplan betød, at hvis de var tilstrækkeligt talentfulde, kunne sangerne debutere midt i teenagerårene med en perfekt teknik og en særdeles fleksibel og stærk stemme, som ingen kvinde eller almindelig mandssanger kunne matche. 
I 1720'erne og 1730'erne, da efterspørgslen efter kastrater var på sit højeste, er det blevet anslået, at op mod 4.000 drenge blev kastreret årligt i kunstens navn. Mange kom fra fattige hjem og blev kastreret af deres forældre i håb om, at deres barn kunne få succes og løfte dem ud af fattigdommen (dette var tilfældet med Senesino). Caffarelli var dog fra en velhavende familie: Hans bedstemor gav ham penge, så han kunne betale for sine studier.. Caffarelli var – som kastratsangere generelt – berømt for sine raserianfald på og bag scenen og for sine kærlighedseventyr med adelige damer. Moderne endokrinologi tyder på, at kastraternes meget omtalte sexliv er overdrevet, da kastraterne manglede en hormonal (men ikke en socio-psykologisk) lyst til sex. Det lykkedes kun en lille procentdel af drengene at få store operakarrierer; resten sang i kirkekor og andre steder. På grund af deres udseende og forbuddet mod, at de kunne gifte sig, var der ikke megen plads til dem i samfundet i ikke-musikalske sammenhænge.

## Tilbagegang
Ved slutningen af det 18. århundrede førte ændringer i operasmagen og i sociale holdninger til enden for kastratsangerne. Den sidste store operakastrat var Giovanni Battista Velluti (1781-1861), som sang den sidste operarolle for kastrat, der er skrevet: Armando i Il crociato i Egitto af Meyerbeer (Venedig, 1824). Kort tid herefter blev de erstattet endeligt som operaens førstemænd med en ny type heroisk tenor som franskmanden Gilbert-Louis Duprez, der bar titlen "kongen af de høje C'er". Hans efterfølgere var sangere som Enrico Tamberlik, Jean de Reszke, Francesco Tamagno, Enrico Caruso, Beniamino Gigli, Jussi Björling, Franco Corelli og Luciano Pavarotti. 
Efter Italiens samling i 1870 blev kastration til musikalske formål ulovlig. I 1878 forbød pave Leo XIII, at der blev ansat nye kastratsangere ved kirken: Kun i det Sixtinske Kapel og i andre pavelige basilikaer i Rom var der fortsat kastrater. Et gruppebillede det sixtinske kor fra 1898 viser, at den tid kun var seks tilbage (samt direttore perpetuo, soprankastraten Domenico Mustafa), og i 1902 bestemte paven, at der ikke skulle antages flere kastrater. Den 22. november 1903 sluttede en æra, da den nye pave, Pius X, udstedte et motu proprio med titlen Tra le Sollecitudini, som indeholdt instruktion om at benytte drengesangere til sang i det høje stemmeleje.
Den sidste sixtinske kastrat var Alessandro Moreschi, som er den eneste kastrat, der har lavet solo-indspilninger. Omend indspilningerne er et interessant historisk dokument, giver disse plader kun et glimt af kastratstemmen – selv om han havde været kendt som "L'Angelo di Roma" i begyndelsen af sin karriere. Den var på retur, da han indspillede plader i 1902 og 1904. Han trak sig tilbage i marts 1913 og døde i 1922. 
Den katolske kirkes støtte til kastratsangen har længe været kontroversiel, og der har for nylig været opfordringer til, at den skulle udstede en officiel undskyldning for dens medvirken. Så tidligt som i 1748 forsøgte pave Benedikt XIV at forbyde kastrater i kirker, men deres popularitet var så stor, at han indså, at et forbud kunne resultere i en drastisk nedgang i kirkegangen. 
Der har også længe været et rygte om, at en kastratsanger har været gemt i Vatikanet for at underholde paven så sent som 1959, men det er blevet modbevist. Den pågældende sanger var en af Moreschis elever, Domenico Mancini, der var så god til at efterligne sin lærers stemme, at selv Lorenzo Perosi, der var "direttore perpetuo" for det sixtinske kor fra 1898 til 1956 og en livslang modstander af kastratsangere, mente, at han var en kastrat. Mancini var blot en dygtig falsettist og professionel  kontrabassist.

## Moderne kastratsangere og lignende stemmer
Såkaldte "naturlige" eller "endokrinologiske kastrater" er født med hormonale forstyrrelser som  Kallmannsyndromet, eller de har undergået en usædvanlig fysisk udvikling, så kastrationens effekt på stemmen opstår, uden at de er kastreret. Javier Medina, Jimmy Scott, Jorge Cano, Paulo Abel do Nascimento og Radu Marian er eksempler på stemmetypen. Med Michael Maniaci forholder det sig anderledes, idet han ikke har hormonale uregelmæssigheder, men af en ukendt årsag er hans stemme ikke gået i overgang. Det har gjort ham i stand til at fortsætte i sopranregisteret. Andre ukastrerede voksne kan synge sopran, generelt ved at bruge en form for falset, men i en langt højere leje end kontratenoren. Eksempler er Aris Christofellis, Jörg Waschinski og Ghio Nannini.

## Nogle berømte kastratsangere
- Baldassare Ferri (1610-1680)
- Antonio Bernacchi (1685-1756)
- Francesco Bernardi (Senesino) (1686-1758)
- Giovanni Carestini (Cusanino) (c. 1704 – c. 1760)
- Carlo Broschi (Farinelli) (1705-1782)
- Gaetano Majorano (Caffarelli) (1710-1783)
- Giovanni Manzuoli (1720-1782)
- Gaetano guadagni (1725-1792)
- Gasparo Pacchierotti (1740-1821)
- Luigi Marchesi (1754-1829)
- Girolamo Crescentini (1762-1848)
- Giovanni Velluti (1781-1861)
- Domenico Mustafa (1829-1912)
- Domenico Salvatori (1855-1909)
- Alessandro Moreschi (1858-1922)

## Links
- En udstilling om kastrater på Handel House Arkiveret 23. november 2008 hos  Wayback Machine
- Information om kastratsangere
- Castrados por amor al arte (Kastreret af kærlighed til kunst)
- Sangstemme: Kastratsangeren
- Optagelser: 
  - Antonio Maria Bononcinis Vorrei pupille belle sunget af Radu Marian
  - 1904 Optagelse af Alessandro Moreschi der synger Bach / Gounod Ave Maria
  - Javier Medina Avila med et lydeksempel (Riccardo Broschi: Ombra fedele anch'io)